# EX.UA
EX.UA — крупнейший украинский файлообменник. Был основан летом 2009 года. Все серверы сервиса были расположены на территории Украины. Сервис поддерживает загрузку файлов до 50 гигабайт. По данным alexa.com, по состоянию на июнь 2016 года ex.ua находится на 13-м по посещаемости месте среди украинских интернет-пользователей. Трафик сервиса составляет около 15 % всего трафика зоны UA-IX. В середине ноября 2016 года на официальном сайте  ЕХ.UA появилась новость о том, что файлообменник прекращает работу, в связи принятием нового закона №3081-д о господдержке украинского кино. Всех пользователей попросили изъять файлы из своих архивов до 31.12.2016.

## Описание сервиса
Как сообщает автор:
Идея в том, что любой пользователь имеет право размещать неограниченное количество информации: хранить, публиковать и обмениваться ею. С самого начала идея заключалась не в том, что «всё бесплатно», а в том, что есть возможность хранить неограниченные объёмы своих данных.

## История
Сервис был основан летом 2009 года после закрытия МВД аналогичного ресурса infostore.org.
В ноябре 2010 года Американская ассоциация звукозаписи RIAA внесла ex.ua в список из 25 сайтов, которые способствуют нелегальному распространению  музыки. Ассоциация утверждала, что на сайте не было ни одного видео- или аудиофайла, легальность распространения которого подтверждена владельцем авторских прав. После этих событий, представитель ex.ua Юрий Писковый заявил, что сервис могут сделать платным, чтобы отчислять процент авторам контента и избежать обвинений в пиратстве.
16 декабря 2010 года сайт был временно недоступен по техническим причинам. Некоторые электронные СМИ сообщили, что сервис закрыли за распространение пиратской продукции. Спустя сутки сайт опять работал, но стал доступным только для украинских пользователей.

### Приостановка работы в 2012 году
31 января 2012 года сайт стал недоступен для своих пользователей. Сайт был закрыт правоохранительными органами в рамках расследования уголовного дела по статье 176 части 2 УК Украины (нарушение авторских и смежных прав). Уголовное дело было возбуждено по инициативе официальных представителей ведущих мировых производителей программного обеспечения — международных корпораций «Adobe Systems Inc.», «Microsoft Corporation», «Graphisoft Inc.». По данным МВД во время обысков в офисе и дата-центрах EX.UA было изъято большое количество компьютерной техники и сетевого оборудования, в том числе 200 серверов с общим объёмом контента свыше 6000 терабайт (администрация сервиса данную информацию опровергала и сообщала только о приостановлении делегирования доменного имени регистратором imena.ua), делегирование доменного имени остановлено. Оперативники выяснили, что администрацию ресурса возглавлял гражданин Латвии. Статья, по которой возбудили уголовное дело, предусматривает лишение свободы сроком до 5 лет с конфискацией экземпляров произведений и соответствующего оборудования.
1 февраля 2012 народный депутат Украины Владимир Даниленко обратился в Генеральную прокуратуру Украины с требованием проверить законность возбуждения уголовного дела против интернет-ресурса EX.ua.
2 февраля после акций протеста и DDoS-атак на правительственные сайты (пострадали сайты Президента, Кабинета министров, МВД, Службы безопасности Украины, Верховной рады) милиция согласилась вернуть сервису блокированное доменное имя. Сайт стал доступен 3 февраля. Уголовное дело, возбуждённое против администрации сайта, закрыто не было, но сайт снова появился в сети — впрочем, подавляющая часть данных была недоступна для скачивания.
29 марта народный депутат Украины, первый секретарь Сумского обкома КПУ Владимир Даниленко сообщил о привлечении следователей, виновных в закрытии EX.UA, к ответственности.
15 июня 2012 года ресурсу EX.UA были возвращены все 123 изъятых сервера. Представители ресурса заявили, что вся недоступная информация будет восстановлена в течение недели.
По имеющейся информации, арест серверов был произведён в результате дипломатического давления со стороны США.

### Изменение пиринговой политики
В связи с включением российских операторов в роут-сервера украинских точек обмена, для защиты украинского контента EX.UA принял решение об изменении пиринговой политики с открытой на закрытую и перешёл на технологию CDN exchange.

### Блокировка доступа к ресурсу со стороны Роскомнадзора
23.07.2014 в 11:39 IP-адрес ресурса EX.UA был внесён в реестра запрещенных сайтов Роскомнадзора. Причиной этому послужил отказ администрации ресурса в ответ на обращение от российского бюро «Качкин и партнёры».

### Открытие FEX.NET
После того, как работа сервиса EX.UA была остановлена в конце декабря 2016 года, стало известно о запуске командой разработчиков нового ресурса — FEX.NET Файлообменник (File EXchange Network). Он также позволит хранить файлы онлайн, но теперь доступ к ним можно получить только зная ключ доступа в виде набора цифр. Файлы, загруженные незарегистрированными пользователями, хранятся не более 7 дней.